# スターオーシャンシリーズ
スターオーシャンシリーズ（STAR OCEAN SERIES）は、スクウェア・エニックスが発売している、コンピュータRPGのシリーズ作品。2013年時点でのシリーズ累計出荷本数は420万本以上を達成。

## 概要
スターオーシャンシリーズを開発しているトライエースの前身はスーパーファミコン版『テイルズ オブ ファンタジア』を開発したウルフ・チームである。そのため、『テイルズ オブ シリーズ』のシステムで酷似した点が多々あるが、SFをテーマにしているところが最も異なり、同一世界内の物語で多数の共通した設定を持つ。
SFをテーマとしたシリーズだが、作中には一般的なRPGのような中世ファンタジーの要素も多分に含まれ、ファンタジーとSF（スペースオペラ）の融合による世界観を作り上げている。原作者の五反田義治は元々は100％SFの作品を希望していたが、スーパーファミコン時代のRPGの風潮から「それでは売れない」と指摘を受け、間口を広げるためにファンタジー色を強めた。結果、『SO1』はSFが1、ファンタジーが9というファンタジー色が濃い作品となったが、続編が出る度にSFの要素が増えていき、『SO4』で最高の割合になった。一方、続く『SO5』は再びファンタジーの要素が増している。

## 世界設定

### 世界観
地球人は銀河系内の1/3の領域に進出しており、様々な異星人と交流している。地球は地球連邦 / 銀河連邦という連邦政府を設立し、宇宙艦隊を編成して銀河系内の探査や学術調査、外交、治安維持等の任務に当たっている。他にも様々な星間国家が存在して、武力行使を含めた外交の駆け引きを繰り広げている。
しかし、設定は極めて複雑で作品中完全に解明されることはない。また、銀河系内の一部しか探査が進んでいないという設定のため、作品世界内の1つの事実に対して異なったいくつかの見解が提示されるのを見ることもできる。
主に群像劇が用いられている。冒険の舞台となる各惑星で、ある共通した異常事態（大災害や大惨事、作品によっては戦争）が起き、それに巻き込まれた人々のそれぞれの行動や発言を中心にイベントが進行していく。主人公が出会いと別れを繰り返していき、1つの物語を構築していく。
元プロデューサーの山岸功典は巻き込まれ型と説明する。なぜなら、主人公の乗る宇宙船がある惑星に墜落して冒険が始まり、その惑星で起きている異常事態を解決していき、その異常事態を引き起こした張本人が黒幕になっていることが多いからである。その関係上、表題にある「スターオーシャン（星の海）」をプレイヤーの意思で実際に巡る物語は現状ではSO4のみである。

### エターナルスフィア
公式ポータルサイト名になっている「エターナルスフィア」とは、スターオーシャンの開発コードネームである。
制作の中心人物であり、現在はトライエースの社長でもある五反田義治曰く「SO1開発当時、スタッフ全員から分かりにくいと言われたので、代わりに付けたコードネームがスターオーシャン」だと言う。五反田自身、「エターナルスフィア」という言葉には思い入れがあるらしく、SO2では破格の最強武器、SO3ではシリーズの全貌を明らかにする用語として登場する。

## シリーズ一覧
発売日は最初に発売されたバージョン。機種名の欄にはその後に移植されたものも合わせて掲載してある。
機種略称：SFC=スーパーファミコン、GB=ゲームボーイ、Switch=Nintendo Switch、PS=PlayStation、PS2=PlayStation 2、PS3=PlayStation 3、PS4=PlayStation 4、PS5=PlayStation 5、PSP=PlayStation Portable、PS Vita=PlayStation Vita、X360=Xbox 360、Xbox One=Xbox One、XSX/S=Xbox Series X/S、iOS=iOS、Android=Android、Win=Microsoft Windows
| 1996 | スターオーシャン                                           |
| 1997 |                                                            |
| 1998 | スターオーシャン セカンドストーリー                        |
| 1999 |                                                            |
| 2000 |                                                            |
| 2001 | スターオーシャン ブルースフィア                            |
| 2002 |                                                            |
| 2003 | スターオーシャン Till the End of Time                      |
| 2004 | スターオーシャン Till the End of Time ディレクターズカット |
| 2005 |                                                            |
| 2006 |                                                            |
| 2007 | スターオーシャン1 First Departure                          |
| 2008 | スターオーシャン2 Second Evolution                         |
| 2009 | スターオーシャン4 -THE LAST HOPE-                          |
| 2010 | スターオーシャン4 -THE LAST HOPE- INTERNATIONAL            |
| 2011 |                                                            |
| 2012 |                                                            |
| 2013 |                                                            |
| 2014 |                                                            |
| 2015 |                                                            |
| 2016 | スターオーシャン5 -Integrity and Faithlessness-            |
| 2016 | スターオーシャン:アナムネシス                              |
| 2017 | スターオーシャン4 -THE LAST HOPE- 4K & Full HD Remaster    |
| 2018 |                                                            |
| 2019 | スターオーシャン1 First Departure R                        |
| 2020 |                                                            |
| 2021 |                                                            |
| 2022 | スターオーシャン6 THE DIVINE FORCE                         |
| 2023 | STAR OCEAN THE SECOND STORY R                              |

### ゲーム

#### 本編作品
- スターオーシャン（SFC） 1996年7月19日発売。
  - スターオーシャン1 First Departure（PSP） 2007年12月27日発売。
  - スターオーシャン1 First Departure R（PS4、Switch） 2019年12月5日発売。
- スターオーシャン セカンドストーリー（PS） 1998年7月30日発売。
  - スターオーシャン2 Second Evolution（PSP、PS4、PS Vita、PS3） 2008年4月2日発売。
  - STAR OCEAN THE SECOND STORY R（PS4、PS5、Switch、Win） 2023年11月2日発売。
- スターオーシャン Till the End of Time（PS2） 2003年2月27日発売。
  - スターオーシャン Till the End of Time ディレクターズカット（PS2、PS4） 2004年1月22日発売。
- スターオーシャン4 -THE LAST HOPE-（X360） 2009年2月19日発売。
  - スターオーシャン4 -THE LAST HOPE- INTERNATIONAL（PS3） 2010年2月4日発売。
  - スターオーシャン4 -THE LAST HOPE- 4K & Full HD Remaster（PS4、Win） 2017年11月28日発売。
- スターオーシャン5 -Integrity and Faithlessness-（PS4、PS3） 2016年3月31日発売。
- スターオーシャン6 THE DIVINE FORCE（PS4、PS5、Xbox One、XSX/S、Win） 2022年10月27日発売。

#### 外伝作品
- スターオーシャン ブルースフィア（GB） 2001年6月28日発売。
- スターオーシャン:アナムネシス（iOS、Android） 2016年12月8日配信開始。

#### 携帯アプリ
- スターオーシャン マテリアルトレーダー（iアプリ） 2013年8月23日配信開始。

### アニメ
- スターオーシャンEX（2001年、テレビアニメ）

## 年表
シリーズは銀河系内の異なる時代の物語となっているが、4次元人が開発したワールドシミュレーター「エターナルスフィア」での出来事である。

### FD空間
- 時期不明 - ワールドシミュレーター「エターナルスフィア」稼働開始。

### 西暦
- 2064年 - 第三次世界大戦勃発。2週間後に停戦。
- 2067年 - 地球連邦 / 銀河連邦のベースとなる拡大国連を設立。
- 2074年 - 拡大国連の下位組織である国際科学技術局が、他惑星文明の接触に成功。
- 2087年 - 人類が史上初の超光速航法の実験に成功。
- 2090年 - 宇宙暦の制定。西暦2087年を宇宙暦元年に制定。

### 宇宙暦
- 10年（西暦2096年） - スターオーシャン4 -THE LAST HOPE-
- 346年（西暦2432年） -  スターオーシャン
- 366年（西暦2452年） - スターオーシャン セカンドストーリー
- 368年（西暦2454年） - スターオーシャン ブルースフィア
- 537年（西暦2623年） - スターオーシャン5 -Integrity and Faithlessness-
- 539年（西暦2625年） - スターオーシャン アナムネシス
- 583年（西暦2669年） - スターオーシャン6 THE DIVINE FORCE
- 772年（西暦2858年） - スターオーシャン Till the End of Time
エターナルスフィアとFD空間の繋がりが完全に断たれ、一世界として独立。

## キーワード

### 制度・文化
宇宙暦
西暦2090年3月7日に地球で制定された年号。地球連邦 / 銀河連邦の標準年号として使われており、トリラス博士（声 - 花田光）が人類史上初の超光速航法の実験に成功した西暦2087年を基準に制定されている。
英語表記は「SPACE DATE」。略称は「S.D.」。
未開惑星保護条約
ある一定以上の水準に達していない文明に対する接触を厳しく制限した連邦法。宇宙暦12年（西暦2098年）に締結され、未だに文明の発達していない惑星を保護する、または各惑星の技術の漏洩を保護する条約である。軍人及び民間人問わず、明確なる生命の危機に瀕した場合を除いては、この条約を守ることが義務付けられている。緊急時以外に違反すると連邦評議会にかけられ、終身刑になることもある。
『SO4』ではこの条約の起源と締結の経緯が明かされる。宇宙暦11年、地球初の宇宙探査船3号機カルナスの船長であるエッジは並行宇宙の20世紀の地球（アナザーアース）に物質・反物質反応炉を制御するエリサリチウム結晶を与えてしまい、結果としてアナザーアースは消滅してしまう。また、「ミッシングプロシージャ（MP）」 と呼ばれる存在は生命の異常進化を強制させ、最終的に極度に均一化した宇宙を作ろうとした。ミッシングプロシージャに進化を強いられたカルディアノン人はわずか200年で原始時代から宇宙開拓時代へと急速進化したのち、結局は自滅する。その際に正気を失ったカルディアノン人は中世レベル文明の惑星レムリックを強襲し、多くのレムリック人が犠牲になった。ミッシングプロシージャによる地球侵攻はからくも食い止めたが、エッジ自身の失敗体験もあり、手に余るオーバーテクノロジーを与えられた文明は悲劇を生むという結論に達した事が条約の礎となった。
『SO1』でロニキス・J・ケニーがローク人を救うためとは言え未開惑星保護条約を破ったことをはじめ、彼の子孫を中心に主人公達が成り行き上この条約を破ることがしばしばある。特にロークとエクスペルには非常に大きな影響を与え、急速に文明が発達し、短い年月で先進惑星の仲間入りを果たすという結果となっているが、このことによるペナルティの描写は今のところない。また、『SOBS』では未開惑星人であるレナ、プリシス、レオンを地球に連れて行き、先進惑星の技術と知識を吸収させるという行為が行われているが、これに関しても咎められていない（レナに至っては連邦の方から招待されている）。しかし『SO6』ではケニー一族が「未開惑星保護条約違反の常連」と揶揄されている他、敵側もケニー一族を引き合いに出して条約違反は結果さえ良ければ問題にならないと主張していたりと、シリーズで主人公達が何度も条約を破ってきたことへの言及が為されており、先進惑星が関わった事件の事後処理についても語られている。
漫画版では、技術を与えてしまったことにより力をつけた惑星との間に戦争が起きたことがあったとされている。
先進惑星
主に地球連邦 / 銀河連邦に加盟している惑星。また、非加盟でありながら作品時点で地球の文明水準を遥かに凌駕している惑星もここに属する。
監視惑星
その文明の代表とされる一部の者達以外への接触が禁止されている惑星。2次接触（先進惑星の住民だと気付かれない程度）までは許されている。
未開惑星
その文明への一切の接触が禁止されている惑星。基本的に20世紀末時点での地球の文明水準にすら達していない惑星であることが多い。
セクター
宇宙空間における場所を定義するために作られた区分。各区画の底面を正六角形とした角柱とし、規則正しく組み合わせることによって、銀河系を合計25個（中心部は厚みを持っているので、それも含めると39個）の区画に等しく分割する。
銀河系中心部を「セクターο」とし、この「セクターο」の中心点から宇宙の中心とを結んだ直線を描いて、その直線から順番に渦巻きを描くように「セクターα」、「セクターβ」と呼び表す。なお、厚みのある区画は上区画を+、下区画を-とし、各区画名の最後に±を付け加えて表す。
主な惑星では、地球・ローク・エクスペル・エナジーネーデ等はセクターθ、テトラジェネシスはセクターη、レゾニア・バンデーン等はセクターγに位置する。
オーパーツ
正式名称は「Out Of Place Artifacts」。その惑星の文明水準から考えて、絶対そこにあるべきでない発見物のこと。また、作品時点で地球の科学力では絶対に解析不可能である技術も含まれる。未開惑星にはオーパーツが必ずと言っていいほど1つ存在していることが多い。
星の船
未開惑星の住民にとっての宇宙船の呼び名であり、銀河系共通となっている。

### 星間国家・勢力
地球連邦 / 銀河連邦
西暦2067年に設立された拡大国連をベースに、宇宙暦12年（西暦2098年）に設立された複数惑星間における初の連邦政府。主星は地球。
宇宙暦360年に銀河連邦に改称。時代が進むにつれて支配領域が拡大し、宇宙暦772年では銀河系内の1/3を支配している。
地球
太陽系の3号星で、地球連邦 / 銀河連邦の主星。
亜空間ワープの実験に成功した「国際科学技術局」、クリエイションエネルギーや時空転移シールド、重力ワープの実用化に成功した「トーア財団」など、多数の下位組織を抱えており、連邦内では最も高い科学力、経済力、発言力を持っている。
宇宙暦772年にエクスキューショナー（後述）によって地球上の主要都市が消滅し、壊滅的被害を受けた。
ローク
宇宙暦346年に接触し、宇宙暦450年に銀河連邦に加盟した惑星国家。
実際は宇宙暦10年にカルナスの乗組員らが接触していたが、未開惑星保護条約に則りその事実は闇に抹殺された。
エクスペル
宇宙暦366年に接触し、宇宙暦371年に銀河連邦に加盟した惑星国家。
エナジーストーン鉱脈を有しているため、連邦内では非常に強い発言力を持っている。
テトラジェネシス
接触年代・加盟年代不明の惑星国家。
科学技術の水準は非常に高く、4つの人工衛星群を建設し、そちらに居住区を移している。
ネーデ
紀元前37億年に滅亡した、超巨大星間国家。
当時、銀河系内に存在した全ての惑星を統治していたと言われている。また、ネーディアンは遺伝子配列が紋章術の行使において理論上最高の配列を誇ったため、銀河系史上最も高度な科学力を有していたと言われている。
エルダー
西暦2074年に人類が初めて接触した、星間国家。
超光速航法は彼らなくして成功には至らなかったが、地球政府の上層部に初めて紋章術を紹介した。
宇宙暦11年にエルダー本星が消滅したため、先進文明を捨て去って惑星レムリックに移住。
モーフィス
宇宙暦10年に接触した、宇宙の監視国家。拠点は光学迷彩に隠された人工惑星EnII。
過去の歴史と外見の特徴からエナジーネーデとは別のネーディアンの末裔の1つの可能性がある。
レゾニア
宇宙暦342年に接触した、星間国家。
銀河系内では正式に記録に残され、かつ現代も存続している勢力の中では最も早く超光速航法の開発に成功したため、当時は巨大な勢力圏を誇り、地球連邦や銀河連邦とも小競り合いを繰り広げていた。しかし、超光速航法の大元は本星近郊にある特殊な重力場を用いた一方通行的な物だったため、他勢力の超光速航法の技術進歩に伴い次第に勢力を失っていく。
宇宙暦708年には銀河連邦と同盟を結んでいる。
ベグアルド
銀河連邦に加盟していない先進惑星。宇宙歴583年にレミントン率いる銀河連邦の急進派に襲撃されるが、これを退ける。
クラウストロ
宇宙暦652年に接触した、単一惑星国家。
種族的に自立を尊ぶ思想のため、どの勢力にも属していない。
アールディオン帝国
宇宙暦710年に接触した、巨大軍事星間国家。主星はアールディオン本星。
銀河連邦に勝るとも劣らない勢力で、周辺惑星を武力で植民地化している。
宇宙暦772年にエクスキューショナーによって滅ぼされた。
バンデーン
宇宙暦710年に接触した、単一惑星国家。
銀河系内では極めて高い科学力を誇る。特に時空間理論に強く、紋章術に使われる紋章を完全に解読したと言われている。
宇宙暦772年にエクスキューショナーによって滅ぼされた。
クォーク
クラウストロ人を中心とした反銀河連邦組織。拠点はクラウストロ3号星だが、惑星政府とは無関係。
主に銀河連邦からの独立・自立を求める弱小国家・種族を連結させる仲立ちを行っている。
エクスキューショナー
宇宙暦772年に接触した、神の断罪人を名乗る新興勢力。
大部分が反物質以上のエネルギーを生むクォドラティック・スフィアとクォドラティック・キーによるエネルギー生成システムを持つ。

### 技術
紋章術
設定上は紀元前37億年に惑星ネーデで発見されている。地球に紹介されたのは西暦2074年以降。
宇宙暦366年には科学技術と融合して「紋章科学」に発展。宇宙暦772年には紋章遺伝学となり、DNA操作に利用されている。
亜空間ワープ
本シリーズにおける超光速航法。トリラス博士主導の下に人類が初めて成功した恒星間移動方法である。
実際には西暦2074年に惑星エルダーから技術輸入しただけなので、人類の科学技術の進歩による成功とは一概に言えない。
電磁シールド
本シリーズにおける宇宙船の防御シールド。
強力な電磁波を発生させることによって任意の場所に重力子の層を形成するシステム。
特定の閉鎖空間内にエネルギーを与え続けると物質と重力子が発生する。これによって反重力の力場を発生させることができる。
量子転送機
宇宙暦207年に実用化された、特定の場所で分解した物質を任意の場所において量子レベルで再構築できるシステム。
厳密には、離れた2点間で分解と再構築を同時に行っているだけなので、空間連結を行っている訳ではない。
主に宇宙船の搭乗時に使われるが、SO4ではまだ実用化されていない。また、SO3では特殊な重力波を発生させて再構築に影響を与えることのできる「転送妨害装置」も開発されている。
なお、量子転送機自体に転送先の重力観測機能があるので、転送妨害装置によって再構築が不安定になると判断された場合は転送自体が行われない安全措置が取られている。
重力ワープ
宇宙暦537年に実用化された、上記の亜空間ワープをさらに高性能化した超光速航法。実用化に成功したのはクルップ博士を中心とした地球のトーア財団。
「時空転移シールド」と「クリエイションエネルギー」の研究中に開発されたので、この恒星間移動方法が用いられるのはSO3のみである。
時空転移シールド
強大な重力場を発生させ時空間に干渉し、他の時空と相転移させることでエネルギーを空間的に遮断するシステム。
閉鎖空間内の時間の流れに干渉したり操作することが可能であり、これを利用して時間移動すらも可能になる。
クリエイションエネルギー
人為的に小規模なビッグバンを発生させ虚数空間から取り出せる莫大なエネルギー。
しかし、このエネルギーに耐え切れる素材は存在しないため、「時空転移シールド」で遮断された閉鎖空間内のみでしか安定しない。
SO3に登場する銀河連邦軍の軍艦はいずれもこのクリエイションエネルギーを動力源としており、戦闘専用艦には主砲として「クリエイション砲」が搭載されている。

## 登場人物
バーニィ
本シリーズのマスコットキャラクターにあたる存在で、人の身の丈ほどもある大きなウサギ型の生き物。シリーズ初作の『SO1』から全作品に登場している。
ピンク色のずんぐりむっくりした丸っこい身体と長く伸びた耳が特徴で、非常に速く走れるため操作キャラクターが乗って移動手段とする作品もある。宇宙の様々な惑星に生息している。
ラドル・クリスチン
声 - 鈴木千尋（SO3DC版）、水内清光（SO6）
シリーズ全作で登場し、舞台となる惑星で「旅人ラドル」としてプレイヤーの前に現れる。『SO3』以降は大きなリュックを背負った姿で登場する。
方向音痴で常に迷子になっており、会話で方向を指示して正しい目的地へ案内してやることでアイテムを貰える。ただし、教えた方向に進んだはいいが目的地を通り過ぎてしまったりと、しつこく何度も指示を行わないと案内が終わらないことが多い。
『スターオーシャン Till till End of Time』ではルミナ（声 - 吉住梢〈SO3DC版〉）と一緒に登場する。
パフィ
気の強い少女。『SO1』では、話し掛けると疑似テーブルトークRPGのような会話選択肢だけで進むゲームが始まる。この時に選択肢次第で毒物を飲ませることができ、『SO2』ではこれを踏まえて「恨みを晴らす」と怒りをぶつけるが、最終的に再度毒物のマンドレイクを飲まされてしまう。『SO3』では逆に毒物に倒れたパフィを解毒剤で助けることになり、解決するとクリエイターとして契約できる。
『SO4』や『SO5』でもサブクエスト関連で登場し、現在シリーズ本編では全作に登場している。
ウェルチ・ビンヤード
声 - 半場友恵（全作品）
発明が大好きだが、自分勝手で他人を振り回しがちな少女。『SO3』にて初登場し、以降に発売された全作品に登場しているが、それぞれの彼女は性格や容姿は概ね似通っているものの別人となっている。リメイク作品である『SO1FD』と『SO2SE』にも登場しているため、リメイクを含めればシリーズ本編では全作品に登場するキャラクターとなっている。
『SO1FD』『SO2SE』及び『SOA』では操作キャラクターとして使用可能であり、前2作では指し棒を、『SOA』ではハンマーを武器として使用する。指し棒は『SO3』での初登場時点で常に手に持っており、それ以外の作品でも彼女の象徴として店の看板などのデザインに使われている。
初出の『SO3』を含む殆どの作品で金髪でツインテールの少女として登場するが、『SO4』でのみ紫髪のポニーテールで長身の眼鏡を掛けた女性となっており、容姿が大きく異なる。
サンタ（惨太）
声 - 青山穣（SO6）
主にゲーム後半や隠しダンジョンなどで登場する行商人で、シリーズ本編全作に登場している。『SO1』では普通の老人の姿だったが、『SO2』では関西弁になり、『SO3』以降はサンタクロースの格好をした化け物のような姿になるなど次第にキャラクターが濃くなっている。
他の店では購入できない貴重な商品を売っているが、価格はそれ相応の飛び抜けた高額になっている。
ガブリエル
トライエース作品恒例の隠しボス。『スターオーシャン セカンドストーリー』以降では「ガブリエ・セレスタ」と「イセリア・クィーン」として登場する。基本的には隠しダンジョン「試練の洞窟 / 試練の遺跡」の最深部でプレイヤーを待ち受けることが多い。
ガブリエルは3対6枚の羽根をもった天使の姿をしており、ガブリエとイセリアはこの容姿を受け継いでいる。
設定上、ガブリエとイセリアは1人の天使であったが、分離する際に大半の魔力をイセリアが奪い取ったとされており、イセリアの方が圧倒的に強い。そのため、イセリアには「狂える女神」や「破壊の化身」という別名もある。他のトライエース作品にも度々登場する。
ガブリエ・セレスタ
声 - 藤原啓治（SO3）、浜田賢二（SO4）、朝比奈拓見（SO5）
『SO2』では『SO1』のガブリエル、およびイセリア・クイーン同様の少女の姿をした天使であったが、『SO3』からは男性型となった。
イセリア・クイーン
声 - 篠原恵美（SO3）、本田貴子（SO4）、石田嘉代（SO5）
女性の姿をしている隠しボス。

## システム
設定面以外のシステム共通点は以下の通り。
プライベートアクション（PA）
仲間同士のイベントで、選択によってはストーリーが変化する。エンディングにも影響を与える。
戦闘
簡単な操作で行なえるフルモーションアクティブバトル。
アイテムクリエーション（IC）
プレイヤーが新たなアイテムを作り出すことができる。
特技
エンカウント・取得経験値の調整や任意の場所でアイテム購入が可能になるなど、プレイヤーがある程度ゲームバランスを操れる。
スーパー特技
上記の特技の強化版で、影響力はパーティー人数に左右される。実行時期次第では、ゲームバランスを破壊することも可能。
フィールドアクション / フィールドスキル
各キャラクター毎に設定されている専用アクション。
バトルスキル
戦闘中のみ発揮されるスキル。必殺技や紋章術も含まれることもある。
ステータススキル
SO3のみ実装されたスキル。各キャラクター毎のHP・MPの強化に加えて、AIまでも育成できる。

## コレクション要素
トライエース作品恒例のやり込み要素。戦闘中のボイスや戦果を収集することで、高難易度モードやサウンドプレイヤーの使用ができるようになる。
SO1
「サウンドプレイヤー」がこれに当たり、ゲーム中で一度でも聞いたBGM、ボイス、効果音を再生することができた。ただし、再生できること以外に収集に特典はない。
SO2
「ボイスコレクション」となり、戦闘中一度でも聞いた戦闘ボイスが収集対象となり、収集率に応じて高難易度の選択やBGMの再生などが可能となった。ただし、ゲーム中で使われないボイスも収集対象となっているため、全て集めることはできない。
SOBS
敵キャラクターの「図鑑作成」がコレクション要素となる。「撮影」と「敵分析」のフィールドアクションを使い、敵キャラクターの外見とデータを集める。
SO3 / SO3DC
「バトルコレクション」に変更された。戦闘中に特定の行動（戦闘回数○○回、△△を□分撃破等）を行うとそれが記録される。達成時の1カットや日付が確認可能。SO3とSO3DCでは対象となる特定の行動が異なり、データの互換性もない。SO3DCでは収集特典としてBGM、難易度の他にプレイヤーキャラクターの新たなコスチュームが追加される。
SO1FD / SO2SE
「ムービーギャラリー」「ボイスギャラリー」となっている。条件に応じて、ムービーは本編で見たムービーが閲覧できる。ボイスはキャラクター単位で全て聞けるようになっており、ボイス単位での個別の収集概念はない。
SO4
「アーツコレクション」に変更されており、「ウェポンコレクション」「アイテムコレクション」「モンスターコレクション」「スペースシップコレクション」がそれぞれ追加されている。一定の収集率を越えるとXbox 360特有のシステム「実績」が解除されるようになっている。アーツコレクションの収集特典として追加ボイス2種、レベルキャップ解放、追加CPがある。
SO5
「バトルコレクション」「エネミー図鑑」「アイテム図鑑」がある。収集特典としてロールが解放される。
SO6
「バトルコレクション」「エネミー図鑑」があり、デッキを組んで対戦する「ソーア」が追加されている。

## 主題歌
順序は作品の公開順。
| 曲名                           | 起用作品                                                | 起用作品                                                | 歌手名                           |
| ------------------------------ | ------------------------------------------------------- | ------------------------------------------------------- | -------------------------------- |
| 飛び方を忘れた小さな鳥         | スターオーシャン Till the End of Time                   | スターオーシャン Till the End of Time                   | MISIA                            |
| Heart                          | スターオーシャン1 First Departure                       | スターオーシャン1 First Departure                       | あすなろ                         |
| START                          | スターオーシャン2 Second Evolution（PSP）               | スターオーシャン2 Second Evolution（PSP）               | SCANDAL                          |
| Astra Nova                     | スターオーシャン5 -Integrity and Faithlessness-         | スターオーシャン5 -Integrity and Faithlessness-         | androp                           |
| 星の奇跡                       | スターオーシャン2 Second Evolution（PS4、PS Vita、PS3） | スターオーシャン2 Second Evolution（PS4、PS Vita、PS3） | Rina*Eri                         |
| だから僕は不幸に縋っていました | スターオーシャン:アナムネシス                           | Episode 1                                               | 神様、僕は気づいてしまった       |
| 何度でも                       | スターオーシャン:アナムネシス                           | Episode 2                                               | CIVILIAN                         |
| Vanishment                     | スターオーシャン:アナムネシス                           | Episode 3                                               | SHADOW OF LAFFANDOR（矢内景子）  |
| 新しい一歩                     | スターオーシャン1 First Departure R                     | スターオーシャン1 First Departure R                     | SHADOW OF LAFFANDOR feat.悠（U） |
| PANDORA                        | スターオーシャン6 THE DIVINE FORCE                      | スターオーシャン6 THE DIVINE FORCE                      | HYDE                             |
| stella                         | スターオーシャン セカンドストーリー R                   | スターオーシャン セカンドストーリー R                   | SUIREN                           |

## スタッフ
元ウルフ・チームであるトライエース設立メンバーで初作『スターオーシャン』を開発した後、現在も代表取締役の五反田らが主導する形で各作品の開発を行っている。さらにサウンド開発スタッフがトライエースから独立し、トライクレッシェンドを設立している。
トライエース
- 五反田義治 - 現トライエース代表取締役兼、R&Dプログラマー。スターオーシャンシリーズの世界観とゲームシステムを構築した最重要人物。同社研究開発部をまとめている。
- 則本真樹 - 現トライエース取締役企画部長兼、ゲームデザイナー。武器や敵のパラメータなど、難易度の設定を行っている。
- 小川浩 - プランナー。世界設定、登場人物設定に関わる。SO5ではディレクターを担当。
- 浅沼穣 - 元トライエース代表取締役兼、ディレクター。2001年前後に代表取締役を五反田に譲り退社。

トライクレッシェンド
- 初芝弘也 - トライクレッシェンド代表取締役兼、サウンドディレクター。サウンドドライバ開発の総責任者。SFCではサンプリング音を、PS2ではストリーミング再生を実装した。

スクウェア・エニックス（旧エニックス）
- 山岸功典 - エニックス→スクウェア・エニックスでSO4までのプロデューサーを担当。SO4を最後にスターオーシャンシリーズ開発から卒業を宣言[4]し、現在はスクウェア・エニックスを退職して自社を立ち上げている。
- 小林秀一 - スクウェア・エニックスに所属。「スターオーシャン」、「ヴァルキリープロファイル」シリーズ宣伝プロデューサー。シリーズへの思い入れが強く、宣伝部から部署異動を行いSO5・SOAのプロデューサーを担当。
- 甲斐聖現 - スクウェア・エニックスに所属。SOAの運営プロデューサー。

その他
- 桜庭統 - フリーのゲームミュージック作曲家。バンドでの経験を生かしプログレッシブ・ロックを基調とした音楽を提供している。
- 和ヶ原聡司 - 小説家。SOA、SO6でシナリオを担当。学生時代からのシリーズの大ファンであり、自身のホームページでSO3の二次創作作品を公開していたこともある[5]。

## 関連商品
それぞれのゲームを原作とした漫画や小説、テレビアニメ、テーブルトークRPGなどのメディアミックスが行われている。
小説は主にスクウェア・エニックス文庫（旧エニックス文庫）から、サウンドトラックは主にティームエンタテインメントから発売されている。
2001年の『スターオーシャン ブルースフィア』以降、多くのシリーズ作品でやおきん社の駄菓子「うまい棒」とのコラボレーションを行っており、ゲーム作中の回復アイテムとして登場する。実際に販売されている「～味」のフレーバー別に複数種類のアイテムが各作品に登場している。